# Marco Ferreri
Pour les articles homonymes, voir Ferreri.
Marcantonio Ferreri, dit Marco Ferreri, né le 11 mai 1928 à Milan et mort le 9 mai 1997 dans le 13e arrondissement de Paris, est un réalisateur, acteur et scénariste italien.
Ses films font l'objet de nombreux scandales. Ses œuvres présentent comme thèmes récurrents des visions pessimistes de la confrontation de destins individuels avec les normes sociales, qu'il analyse parfois de manière crue et transforme en films amers sur la condition humaine. Il se désigne lui-même comme un cinéaste du mauvais goût et représente l'un des poètes dérangeants de la folie contemporaine et de la modernité cinématographique. Ses films sur la décadence de la société, se terminent souvent par la fuite, l'automutilation ou la mort volontaire de leur personnage principal. Mais ce ne sont pas seulement ses thèmes, mais aussi la manière dont il les met en scène qui déconcerte le public. C'est ainsi que son film La Grande Bouffe (1973), où un groupe d'amis décide de s'empiffrer jusqu'à ce que mort s'ensuive, connaît un succès mondial retentissant, même si sa projection au Festival de Cannes 1973 choque nombre de spectateurs, dont la présidente du jury Ingrid Bergman qui le trouve « sordide et vulgaire ».
Nombre de ses films ultérieurs sont accueillis comme des exercices laborieux mêlant grotesque et provocation polémique. Ferreri est qualifié de cinéaste inclassable et génial. Il se révèle aussi par ses films un fin observateur de son époque et un sensualiste empathique, mais « trop lucide pour être aimable ». Trois de ses films (Le Mari de la femme à barbe, Dillinger est mort et L'Audience) figurent parmi les 100 films italiens à sauver, une liste de 100 films qui « ont changé la mémoire collective du pays entre 1942 et 1978 ».
Il a plusieurs acteurs récurrents dans sa filmographie, dont Ugo Tognazzi (10 films), Michel Piccoli (8 films), Marcello Mastroianni (7 films), Ornella Muti (3 films), Annie Girardot (3 films), Catherine Deneuve (2 films), Hanna Schygulla (2 films) ou Gérard Depardieu (2 films).

## Biographie

### Jeunesse

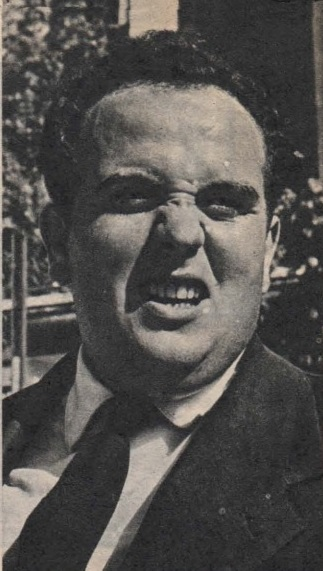
Marco Ferreri en 1953.

Marco Ferreri naît dans une famille originaire de Pavie. Son père, Michelangelo, travaillait comme comptable dans une compagnie d'assurances Generali, tandis que sa mère, Carolina, était femme au foyer. Marco Ferreri était athée. Après une scolarité normale et des études de médecine vétérinaire à Milan, il commence son apprentissage dans le monde du cinéma et tente d'imposer une nouvelle approche du documentaire. Il réalise ensuite des films publicitaires pour une société de liqueurs, puis il devient producteur. Porté par l’effervescence culturelle de l’après-guerre en Italie, il vient s’installer à Rome et se lance dans la production d’une série de documentaires en demandant à divers cinéastes et scénaristes (dont Luchino Visconti, Vittorio De Sica, Federico Fellini, Alberto Moravia et Cesare Zavattini) de réaliser des films qui « éviteraient toute manipulation du spectateur ».
En 1951, il fonde avec Riccardo Ghione Documento mensile, un éphémère ciné-journal auquel collaborent quelques grands noms du cinéma et de la littérature. L’année suivante, il est directeur de production sur le film d’Alberto Lattuada Le Manteau (1952) puis en 1953, il produit avec Zavattini et Ghione L'Amour à la ville un film-enquête réalisé sous forme de sketches. Il apparaît pour la première fois à l’écran dans l’épisode Les Italiens se retournent, réalisé par son ami Alberto Lattuada, dont il va être l’interprète cette même année pour La Pensionnaire où il est également directeur de production. En 1954, il tient un rôle dans Femmes et Soldats le film de Luigi Malerba et Antonio Marchi.

### La trilogie espagnole (1959-1960)
En 1956, il se rend en Espagne où il vend des appareils de projection. Il fait la connaissance du romancier Rafael Azcona, jeune collaborateur au journal satirique La Codorniz. De leurs nombreuses affinités naît une étroite collaboration qui prélude aux débuts dans la mise en scène de Marco Ferreri. Celui-ci tourne trois films en Espagne avant de regagner son pays natal : 
- L'Appartement, en 1959, une satire de la crise du logement tirée d’une nouvelle d’Azcona dont il a d’abord songé à proposer l’adaptation à Luis Berlanga ;
- Les Enfants, en 1959, l’histoire douce amère de quatre jeunes gens qui attendent la fin de la semaine pour s’amuser un peu ;
- La Petite Voiture, en 1960, un film savoureux dans lequel José Isbert incarne un vieillard qui va jusqu’à empoisonner sa famille pour obtenir la voiture d’infirme de ses rêves. Le film triomphe à la Mostra de Venise 1960, et obtient à Paris le grand prix de l’humour noir.

### Le Lit conjugal(1963) etLe Mari de la femme à barbe(1964)

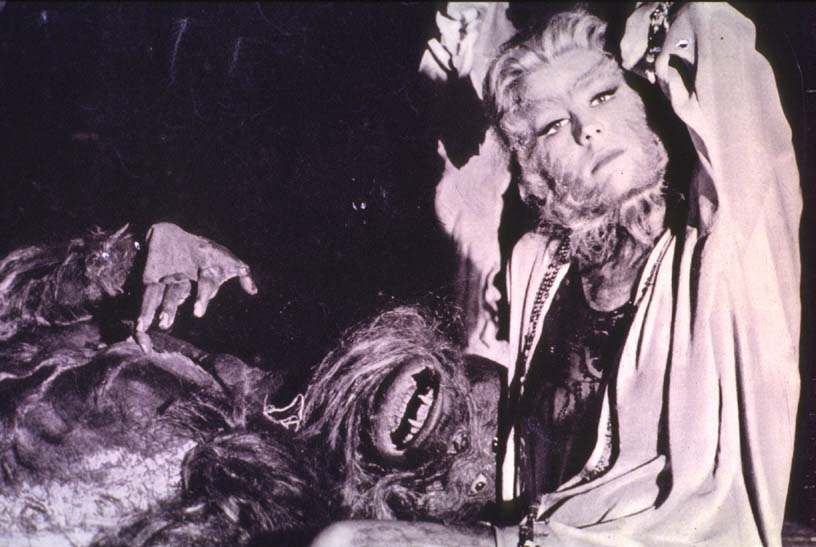
Annie Girardot dans Le Mari de la femme à barbe (1964).

En 1961, en Italie, Ferreri retrouve Zavattini pour un nouveau film-enquête Les femmes accusent, en neuf épisodes. Il se charge de celui intitulé L'Adultère.
En 1962, il collabore au scénario de Mafioso, film réalisé par Alberto Lattuada, puis tourne une satire de l’institution matrimoniale en Italie, Le Lit conjugal qui le place définitivement au rang des cinéastes iconoclastes. Alfonso (Ugo Tognazzi, l'alter ego de Ferreri), la quarantaine, épouse Regina (Marina Vlady), une jeune fille catholique et vierge afin de l’initier au devoir conjugal, selon les désirs qu'elle exprime. Mais Regina va vite s’avérer insatiable et épuiser son mari jusqu’à ce qu’elle soit fécondée, tout comme la reine des abeilles. Le film a été lourdement censuré et ce n'est qu'en 1984 que la version intégrale est enfin disponible au public.
Suit le film Le Mari de la femme à barbe (1964), histoire grotesque d'un homme (Ugo Tognazzi) qui épouse une femme (Annie Girardot) souffrant d'hypertrichose et l'exploite comme phénomène de foire ; Selon Pascal Mérigeau, biographe d'Annie Girardot, Le Mari de la femme à barbe a été presque unanimement accueilli avec « mépris et dégoût » par la presse française. Jean de Baroncelli, du journal Le Monde, a trouvé le film « difficilement supportable », manquant « d'une force comique prodigieuse, d'un sens exceptionnel du grotesque » et de « l'extrême sensibilité » que le « sujet peu ragoûtant » aurait exigé. Après l'épisode Il professore dans Contre-sexe (1964), il aborde le thème de l'adultère et du rapport de l'Église avec celui-ci dans Marcia nuziale (1965). Le film ne sera jamais distribué en France et rencontre en Italie de sérieuses difficultés pour obtenir son visa de censure.

### Le Harem(1967) etDillinger est mort(1969)

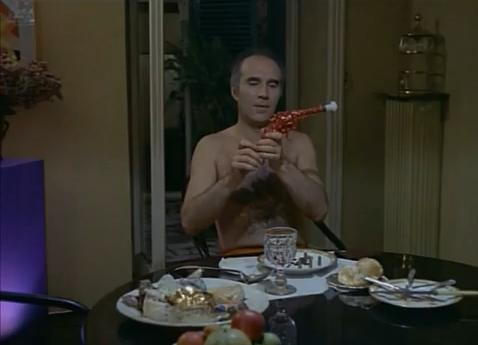
Michel Piccoli dans Dillinger est mort (1969).

Il dirige ensuite Marcello Mastroianni et Catherine Spaak dans L'Homme aux cinq ballons, qui, à la demande du producteur Carlo Ponti, pas du tout convaincu de son succès auprès du public, est fortement raccourci pour être inclus dans la comédie à sketches Aujourd'hui, demain et après-demain (1965) ; ce n'est qu'en 1969 que le réalisateur réussit, quoique de façon limitée, à faire circuler sa propre version longue du film sous le titre Break-up, érotisme et ballons rouges. Après une brève participation au film de son ami Tognazzi Le Nez qui siffle (1967), il tourne Le Harem (1967), avec Renato Salvatori, Gastone Moschin et Carroll Baker, fraîchement débarquée des États-Unis. L'intrigue suit une femme ayant plusieurs amants masculins qui, lors de vacances à Dubrovnik, décide de les réunir dans sa villa, pour établir une sorte de harem inversé. Carroll Baker y interprète une femme à la recherche de son propre espace dans une société machiste et Ferreri fait exprès de le donner à une actrice provenant d'un contexte culturel complètement différent et identifiée surtout aux rôles de « blonde fatale, de vamp ». Baker affirme que le film devait être une comédie mais que le réalisateur « a perdu son courage à la dernière minute... le film aurait été merveilleux en tant que comédie mais il a coupé toutes les scènes drôles et lui a donné une fin sérieuse ».
L'année suivante, il réalise Dillinger est mort (1969), une vision onirique d'un jeu d'adultes entre Michel Piccoli et Anita Pallenberg, « hommage grinçant et palimpseste » au Mépris (1963) de Jean-Luc Godard selon le critique Jacques Morice dans Télérama. Le film, quasiment dépourvu de dialogue dans un clin d'œil appuyé à l'incommunicabilité antonionienne, est tourné dans l’appartement de Mario Schifano (représentant du Pop art italien). Michel Piccoli y incarne un industriel qui, le temps d'une nuit, passe en revue les objets se trouvant dans son appartement jusqu'à la découverte d'un revolver dans un journal datant de la mort du bandit John Dillinger. Selon Gabriela Trujillo, Ferreri « réinvente son époque aliénée par la consommation et, par là, dynamite le cinéma, hanté, électrifié sans doute en profondeur par le contexte de luttes en Italie ».

### La Semence de l'hommeetL'Audience(1969)

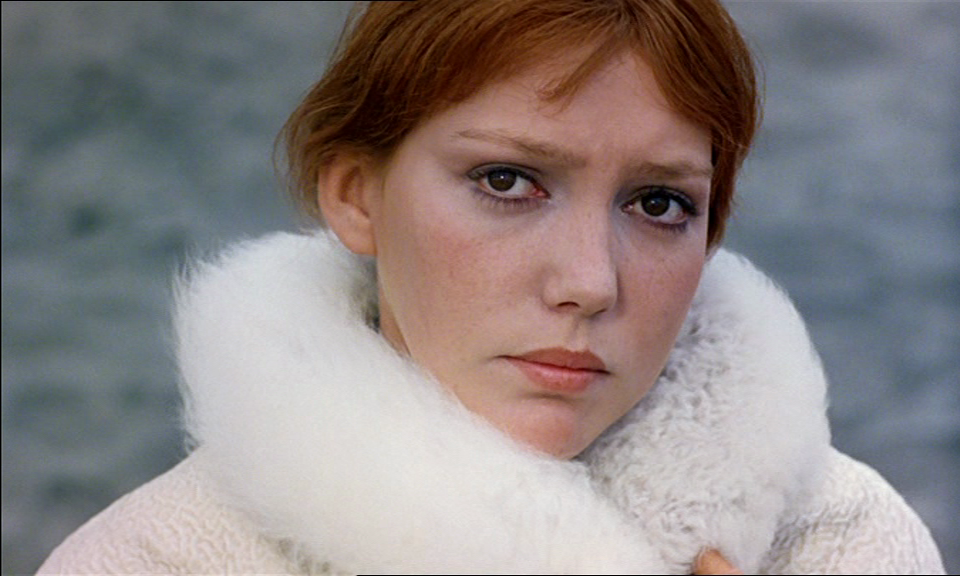
Anne Wiazemsky dans La Semence de l'homme (1969).

Dans le film expérimental Porcherie (1969) de Pier Paolo Pasolini, il incarne un fasciste ridicule. La même année, il réalise le récit surréaliste et anticipateur La Semence de l'homme, qui contient des scènes de nudité, de sexe et d'anthropophagie. La distribution réunit Marzio Margine, Annie Girardot et Anne Wiazemsky, la compagne de Godard à l'époque. Ce film post-apocalyptique consiste en un jeune couple qui débat de la possibilité d'avoir un enfant dans les jours qui suivent une pandémie qui a anéanti la majeure partie de la population de la Terre. C'est l'un des films où le nihilisme de Ferreri s'exprime avec le maximum d'intensité et où la pauvreté des moyens devient style et expression,.
Il poursuit avec L'Audience (1971), dans lequel un homme s'efforce d'être reçu par le pape pour lui dire quelque chose qui n'est pas révélé dans le film. Son entreprise se heurte à toutes sortes de difficultés ; il cherche de l'aide et trouve de la compassion auprès d'une prostituée de luxe, d'un policier et d'un monseigneur ; il subit des humiliations et est même emprisonné dans un couvent. Il finit par mourir à la Place Saint-Pierre, là où l'histoire a commencé. Le film a été sévèrement critiqué malgré une distribution solide, composée d'Enzo Jannacci, Ugo Tognazzi, Vittorio Gassman, Alain Cuny, Michel Piccoli et Claudia Cardinale.  En 2008, le film a été inclus dans la liste des 100 films italiens à sauver par le ministère italien de la culture, une liste de 100 films qui « ont changé la mémoire collective du pays entre 1942 et 1978 ».

### Liza(1972) etLa Grande Bouffe(1973)

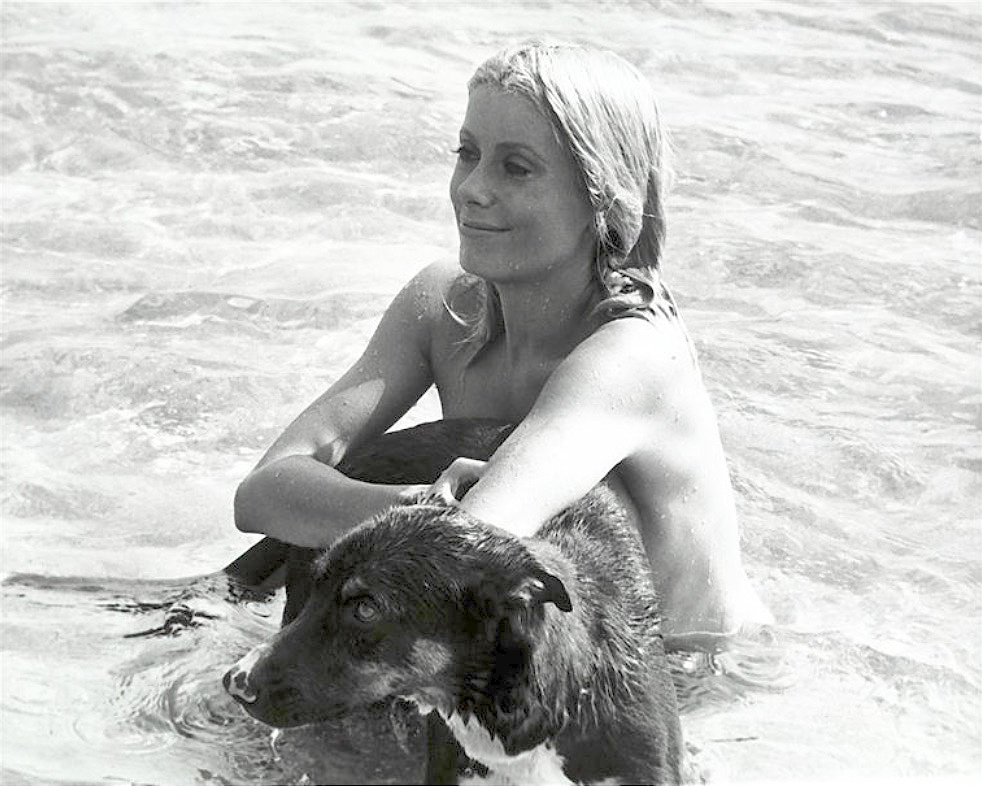
Catherine Deneuve durant le tournage de Liza (1972).

Il poursuit avec le film Liza (1972), d'après la nouvelle Melampo d'Ennio Flaiano, qui raconte l'isolement d'un homme face aux aléas du monde quotidien et son amour pour une fille qui le suit toujours ; la distribution comprend le couple Catherine Deneuve-Marcello Mastroianni. Le film a été tourné presque entièrement en Corse sur les îles Lavezzi et l'île de Cavallo, à l'exception de quelques séquences situées à Paris. Le film fera scandale puisque son affiche suggère une relation sadomasochiste entrre les deux protagonistes, Deneuve y étant rabaissée au rang de chienne. Finalement, Mastroianni « perd lui aussi peu à peu ses attributs qui le rattachent à l’espèce humaine ». Pour Jacques Morice dans Télérama, « Non loin de Buñuel, Ferreri signe là une fable aberrante sur un amour fou, sans issue, à la fois amoral et plein d’innocence ».
Le plus connu des films de Ferreri est sans aucun doute La Grande Bouffe (1973), dans lequel des amis (interprétés par Ugo Tognazzi, Philippe Noiret, Marcello Mastroianni, Michel Piccoli) se retrouvent dans une villa, et y consomment nourriture, boisson, sexe, amitié, jusqu'à ce qu'ils tombent malades, jusqu'à ce qu'ils en meurent.
Le film est présenté en avant-première au Festival de Cannes 1973. Le film est violemment contesté par une partie de la critique et des spectateurs, et défendu de manière tout aussi virulente par d'autres ; il remporte finalement le Prix de la critique internationale. La présidente du jury à Cannes, Ingrid Bergman, estime pour sa part que La Grande Bouffe et La Maman et la Putain sont les films « les plus sordides et les plus vulgaires du Festival ».
Dans un article intitulé « La Grande Bouffe — le ventre, la merde, la mort », Vincent Teixeira commente :

« La satire de Ferreri, qui se plaît à heurter la morale bourgeoise en dépeignant ses vices, est une charge féroce contre la société de consommation, le gaspillage, l'égoïsme, la chair humaine en perdition, le pouvoir, le commerce. Dénonciation d’une société où une classe sociale, qui ne mange pas pour vivre, mais vit pour manger, une société préoccupée de sa seule jouissance (le sexe et la gueule), égoïste et indifférente au monde extérieur. Charge métaphorique contre la mort et pourriture de cette société, qui se double aussi d’une dimension à la fois physique et métaphysique, sur les thèmes de la bouffe, la mort, la merde, mais aussi l’enfermement, la perte des idéaux, l’ennui, l’angoisse, la solitude. »

### Touche pas à la femme blanche!(1974) etLa Dernière Femme(1976)

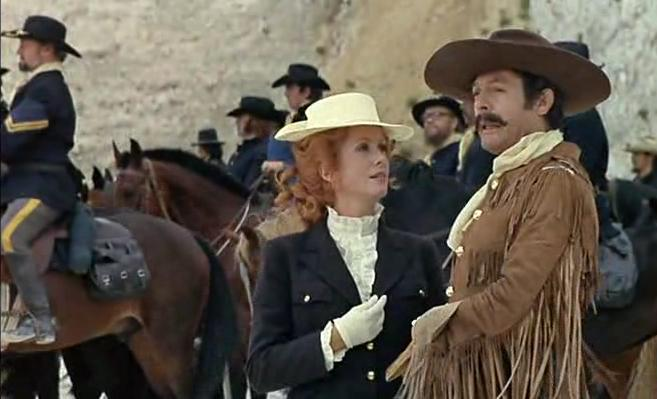
Catherine Deneuve et Marcello Mastroianni dans Touche pas à la femme blanche ! (1974).

Dans le film Touche pas à la femme blanche ! (1974), Ferreri transpose la bataille de Little Bighorn et la défaite du général Custer face à Taureau assis dans le Paris moderne. Le film a été tourné pendant les travaux du trou des Halles qui ont transformé une partie du centre de Paris et donné un nouveau visage au quartier des Halles ; Ferreri a filmé le trou des Halles comme s'il s'agissait d'un canyon du Far West. Les « Indiens » sont les habitants du quartier, le « pouvoir » sont les industriels autoproclamés promoteurs du progrès ; ils font appel à Custer pour se débarrasser des Indiens qui font obstacle au progrès. Mais cette fois, ce sont les Indiens qui gagnent. Avec ce film, Ferreri vise à « dissoudre le mythe du western » et rendre aussi bien hommage au cinéma que critiquer les valeurs politiques qu'il véhicule : 
« Perche un western? Perché secondo me noi viviamo in un clima western. Perché il western è sempre stato l'enorme trappola in cui siamo caduti fin da bambini. Il western esprime in maniera semplice ed elementare i concetti: Dio, Patria, famiglia. Io riprendo questi concetti e li faccio scoppiare dal ridere. E perche le Halles? Non è il Dakota a fare il western. Il western sono anche le idee. Il western ci ha portato delle idee, perche non portare le nostre idee al western? Forse che nelle città non esistono gli stessi elementi che troviamo in un western? A ogni angolo di strada non si incontrano soldati del Settimo Cavalleria? Quando io penso ai Pellirosse, io penso al proletariato e al sottoproletariato che si lascia schiacciare e umiliare. »
— Marco Ferreri,

« Pourquoi un western ? Parce que selon moi nous vivons dans un climat de western. Parce que le western a toujours été l’énorme piège dans lequel nous sommes tombés depuis l'enfance. Le western exprime de manière simple et élémentaire les concepts de Dieu, Patrie et Famille. Moi, je reprends ces concepts et je les fais éclater par le rire. Et pourquoi les Halles ? Ce n'est pas le Dakota qui fait le western. Le western, c'est aussi les idées. Le western nous a apporté des idées, pourquoi ne pas apporter nos idées au western ? Ne trouve-t-on pas dans la ville les mêmes éléments que ceux que l'on trouve dans un western ? Ne rencontre-t-on pas à chaque coin de rue des soldats de la Septième Cavalerie ? Quand je pense aux Peaux-rouges, je pense au prolétariat et au sous-prolétariat écrasés et humiliés. »
Avec La Dernière Femme (1976), on retrouve le concept de l'homo eroticus et de la femme-objet qui est choisie selon des canons sexuels, bien qu'à la fin elle se venge en poussant l'homme à s'émasculer ; pour le critique Olivier Père, Ornella Muti donne corps à l’idée chère à Ferreri de la femme triomphante de l’homme, à la fois maternelle, castratrice et putain, victorieuse de siècles de soumission. La distribution composée de Gérard Depardieu et Ornella Muti les voit complètement nus pendant presque toute la durée du film.

### Derniers films

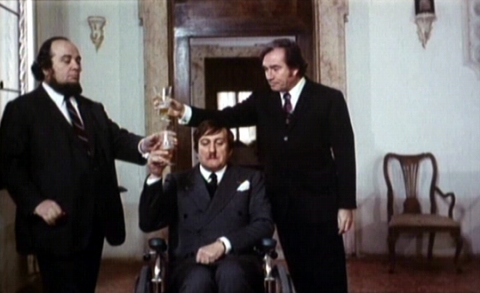
Marco Ferreri, Alberto Lionello et Ugo Tognazzi dans Porcherie (1969).

Il continue dans cette veine de dénonciation anthropologique et sort en 1978 Rêve de singe dans lequel le protagoniste (Gérard Depardieu) choisit d'élever un singe à la place de sa fille (Grand prix du jury au Festival de Cannes 1978), puis la comédie Pipicacadodo (1979) avec un Roberto Benigni débutant, Conte de la folie ordinaire (1981), inspiré d'un recueil de nouvelles de Charles Bukowski, avec Ben Gazzara et Ornella Muti, L'Histoire de Piera (1983), version romancée de la vie de l'actrice Piera Degli Esposti, d'après son autobiographie écrite en collaboration avec Dacia Maraini : le film contient un petit caméo de Loredana Bertè qui chante Sei bellissima. Le futur est femme (1984), également écrit en collaboration avec Maraini et Degli Esposti, qui aborde le thème de la violence sexuelle, et I Love You (1986), où il imagine un homme (Christophe Lambert), « lassé du désir qu’il suscite, soudain amoureux d’un porte-clefs à tête de femme qui lui susurre inlassablement les trois mots qu’il lui suffit d’entendre pour combler sa vie ».
Y a bon les blancs, tourné au Maroc avec Piccoli, Maruschka Detmers et Jean-François Stévenin, est « un film d’une intelligence féroce sur la mascarade humanitaire en Afrique » selon le critique Olivier Père. Avec La Maison du sourire (1990), Ferreri s'intéresse à des personnes âgées qui choquent le personnel de la maison de retraite où ils résident car ils veulent continuer à avoir des relations intimes. Ce film qui met en vedette Ingrid Thulin, Alessandro Ruspoli et Maria Mercader est aussi le dernier film italien du XXe siècle à avoir remporté l'Ours d'or à la Berlinale. Après La Chair (1991) avec Sergio Castellitto, Francesca Dellera et Philippe Léotard, Ferreri réalise Journal d'un vice (1993) sur un érotomane, avec Jerry Calà et Sabrina Ferilli, dont il confie la partie musicale à deux musiciens argentins, Gato Barbieri et Victorio Pezzolla (it). Sa dernière œuvre, essentiellement documentaire sur l'histoire du cinéma, est Nitrate d'argent (1996).

### Mort et postérité
Il meurt d'une crise cardiaque à Paris, à l'hôpital de la Pitié-Salpêtrière, le vendredi 9 mai 1997. Il est enterré le 13 mai à Rome, au cimetière de Verano. Il allait avoir 69 ans. À sa mort, Gilles Jacob, directeur artistique du Festival international du film de Cannes, a déclaré : « Le cinéma italien a perdu l'un de ses artistes les plus originaux, l'un de ses auteurs les plus personnels (...) Personne n'a été plus exigeant ni plus allégorique que lui pour montrer l'état de crise de l'homme contemporain ».
En 2017, Anselma Dell'Olio a réalisé le documentaire La lucida follia di Marco Ferreri, lauréat du prix David di Donatello du meilleur documentaire.

## Filmographie

### Comme réalisateur et scénariste

#### Cinéma
- 1959 : L'Appartement (El pisito)
- 1959 : Les Enfants (Los chicos)
- 1960 : La Petite Voiture (El cochecito)
- 1961 : Le Trésor des hommes bleus (El secreto de los hombres azules), coréalisé avec Edmond Agabra
- 1961 : Les femmes accusent (Le italiane e l'amore), segment L'infedeltà coniugale
- 1963 : Le Lit conjugal (Una storia moderna: l'ape regina)
- 1964 : Contre-sexe (Controsesso), segment Il professore
- 1964 : Le Mari de la femme à barbe (La donna scimmia)
- 1965 : Aujourd'hui, demain et après-demain (Oggi, domani, dopodomani), segment L'Homme aux cinq ballons (L'uomo dei 5 palloni)
- 1966 : Marcia nuziale
- 1967 : Le Harem (L'harem)
- 1968 : Break-up, érotisme et ballons rouges (L'uomo dei cinque palloni) (version longue de L'Homme aux cinq ballons)
- 1969 : La Semence de l'homme (Il seme dell'uomo)
- 1969 : Dillinger est mort (Dillinger è morto)
- 1971 : L'Audience (L'udienza)
- 1972 : Liza (La cagna)
- 1973 : La Grande Bouffe (La grande abbuffata)
- 1974 : Touche pas à la femme blanche ! (Non toccare la donna bianca!)
- 1976 : La Dernière Femme (L'ultima donna)
- 1977 : Rêve de singe (Ciao maschio)
- 1980 : Pipicacadodo (Chiedo asilo)
- 1981 : Conte de la folie ordinaire (Storie di ordinaria follia)
- 1983 : L'Histoire de Piera (Storia di Piera)
- 1984 : Le futur est femme (Il futuro è donna)
- 1986 : I Love You
- 1988 : Y a bon les blancs
- 1991 : La Chair (La carne)
- 1991 : La Maison du sourire (La casa del sorriso)
- 1993 : Journal d'un vice (Diario di un vizio)
- 1995 : Roma dodici Novembre 1994 (court métrage documentaire)
- 1996 : Nitrate d'argent (Nitrato d'argento) (documentaire)

#### Télévision
- 1966 : Corrida (documentaire)
- 1970 : Perché pagare per essere felici (documentaire)
- 1978 : Yerma (téléfilm)
- 1989 : Le Banquet (téléfilm)
- 1994 : Faictz ce que vouldras (moyen métrage), hommage à Rabelais

### Comme acteur
- 1953 : L'Amour à la ville (L'amore in citta) de Michelangelo Antonioni, Federico Fellini, Alberto Lattuada, Carlo Lizzani, Francesco Maselli, Dino Risi, Cesare Zavattini
- 1954 : La Pensionnaire (La spiaggia) d'Alberto Lattuada : le gros fumeur
- 1954 : Femmes et Soldats (Donne e soldati) de Luigi Malerba et Antonio Marchi : le propriétaire
- 1959 : L'Appartement (El pisito) de Marco Ferreri : Luisito
- 1965 : Casanova 70  de Mario Monicelli : le conte
- 1967 : Il fischio al naso d'Ugo Tognazzi : Docteur Salamoia
- 1968 : Break-up, érotisme et ballons rouges (L'uomo dei palloni) de Marco Ferreri
- 1969 : La Semence de l'homme (Il seme dell'uomo) de Marco Ferreri
- 1969 : Porcherie (Porcile) de Pier Paolo Pasolini : Hans Günther
- 1970 : Ciao Gulliver de Carlo Tuzii (it) : le prêtre
- 1974 : Touche pas à la femme blanche ! de Marco Ferreri : le reporter